# Arkadij Sobolew
Arkadij Aleksandrowicz Sobolew (ros. Аркадий Александрович Соболев; ur. 1903, zm. 1964) – radziecki dyplomata, ambasador ZSRR w ONZ w latach 1955–1960, ambasador ZSRR w Polsce w latach 1951–1953, sekretarz generalny Ludowego Komisariatu Spraw Zagranicznych ZSRR w latach 1939–1942.